# Flugplatz Fair Isle

i7
i11
i13
Der Fair Isle Airport (IATA-Code: FIE, ICAO-Code: EGEF) ist ein Flugplatz auf Fair Isle, die zu den Shetland-Inseln gehört.
Er hat lediglich eine Schotterpiste und verfügt über keine weitere Infrastruktur. Betreiber des Flugplatzes ist der National Trust for Scotland. Von Montag bis Freitag bietet die Fluggesellschaft Directflight eine tägliche Verbindung nach Tingwall an.

## Fluggesellschaften und -ziele
| Fluggesellschaft | Flugziel |
| ---------------- | -------- |
| Directflight     | Tingwall |